# Burnet O'Connor
Burnet O'Connor é uma província da Bolívia localizada no departamento de Tarija, sua capital é a cidade de Entre Rios.